# Nuova Scuola di Lipsia

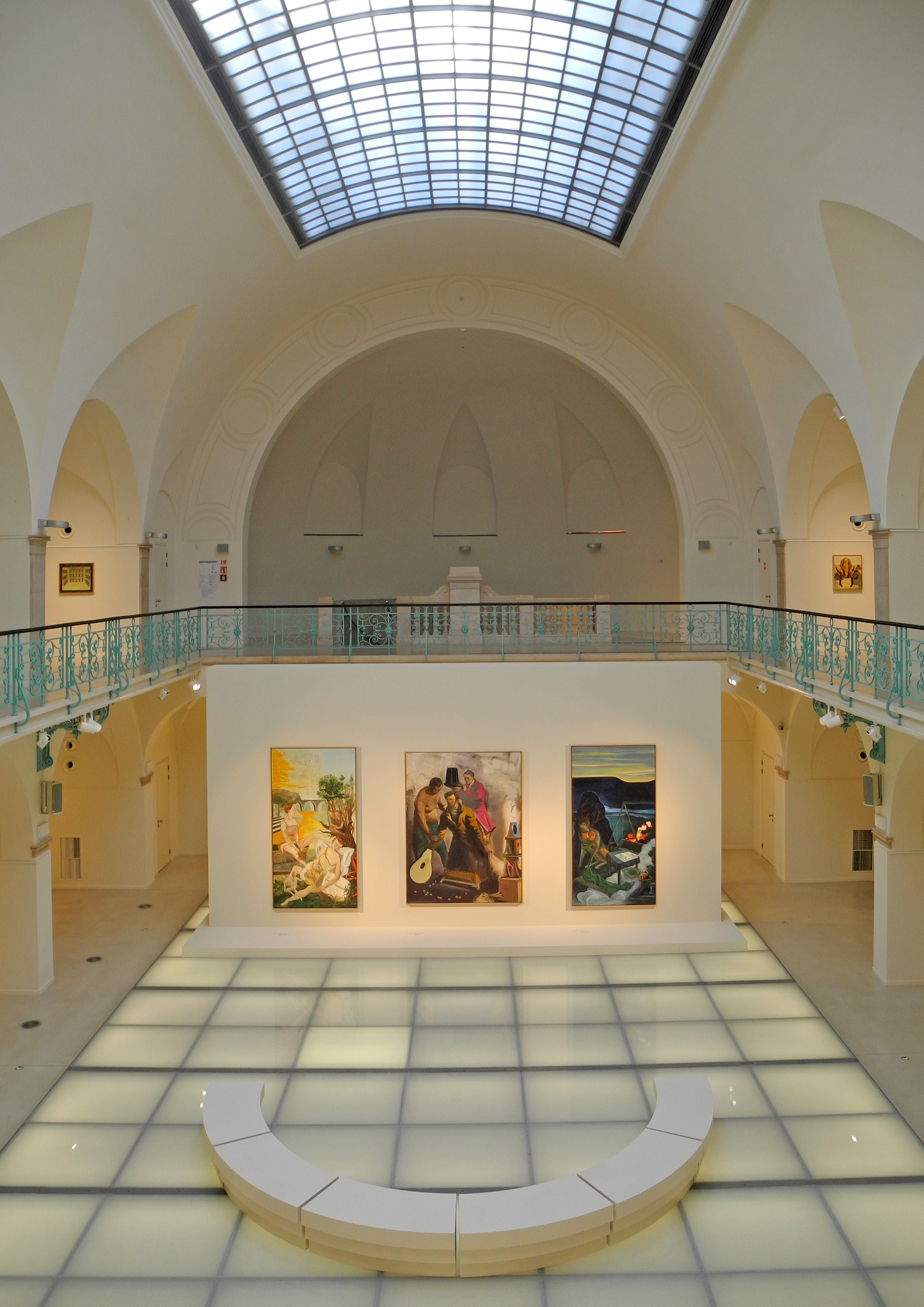
Esposizione di Loy e Rauch a Liberec in Cechia (2024)

Con il termine controverso Nuova Scuola di Lipsia (in tedesco Neue Leipziger Schule) si indica un movimento della pittura moderna. È importante soprattutto come etichetta e strumento di marketing sul mercato dell'arte. Gli artisti stessi solitamente rifiutano qualsiasi affiliazione. Anche la storia dell'arte evita ampiamente questo termine a causa della sua vaghezza.

## Il termine
Il nome si riferisce alla “vecchia” Scuola di Lipsia, un termine giornalistico d’arte che si è consolidato intorno al 1977 con la partecipazione di Werner Tübke, Wolfgang Mattheuer e Bernhard Heisig a documenta 6. I loro studenti, tra cui Sighard Gille e Arno Rink, possono essere considerati la seconda generazione della “Scuola di Lipsia”. Con il termine Nuova Scuola di Lipsia, strettamente legata al Hochschule für Grafik und Buchkunst di Lipsia, si intendono i suoi studenti come terza generazione e la loro situazione dopo il cambiamento politico. Più raramente vengono considerati come loro rappresentanti anche Rolf Kuhrt o Heisig e Tübke. Le opere sono spesso caratterizzate da una combinazione di elementi figurativi e astratti. Non si trovano più i messaggi chiari che erano caratteristici della Scuola di Lipsia. "Sebbene le immagini siano in gran parte formulate in forma rappresentativa, l'elemento più profondo che le tiene insieme rimane astratto. ... Sono immagini atmosferiche che mostrano una serenità malinconica nello status quo." Caratteristici della Nuova Scuola di Lipsia sono il legame con la figurazione dei loro maestri, l'immaginario enigmatico-metafisico e le visioni spiccatamente soggettive.

## Storia
Un ruolo importante nel successo della “Nuova Scuola di Lipsia” è stato svolto dalla gallerista Judy Lybke (Eigen + Art, Lipsia-Berlino), che a partire dagli anni Novanta ha fatto conoscere le opere di Neo Rauch sul mercato dell’arte statunitense. Di conseguenza, altri artisti di Lipsia ottennero gradualmente il riconoscimento internazionale. I successi rivelano parallelismi con i Young British Artists. Un altro fattore importante per il successo dei pittori di Lipsia fu la ricerca di talenti da parte del gallerista Matthias Kleindienst, che diresse il laboratorio di xilografia presso il Hochschule für Grafik und Buchkunst e aprì la strada a molti artisti di Lipsia. Ne hanno tratto vantaggio, tra gli altri, Matthias Weischer e David Schnell. Un ruolo importante per il successo di mercato della “Nuova Scuola di Lipsia” è stato svolto dalla galleria di produzione “LIGA”, attiva dal 2004 a Berlino-Mitte e diretta da Christian Ehrentraut, ex dipendente di Judy Lybke.
Molti pittori e i loro galleristi hanno i loro studi e uffici nel quartiere Musikviertel di Lipsia e, dal 2005, soprattutto nella Baumwollspinnerei a Lipsia-Lindenau. La più grande collezione d'arte della scuola di Lipsia e della Nuova Scuola di Lipsia è la collezione d'arte della Sparkasse Leipzig. Altre importanti collezioni di quadri di artisti della Nuova Scuola di Lipsia si trovano nella Galerie Hotel Leipziger Hof nel quartiere Neustadt di Lipsia e presso la VNG ART dell'azienda VNG di Lipsia.

## Rappresentante
Della "Nuova Scuola di Lipsia" fanno parte tra gli altri Neo Rauch, Hans Aichinger, Tilo Baumgärtel, Isabelle Dutoit, Tim Eitel, Tom Fabritius, Rayk Goetze, Bruno Griesel, Paule Hammer, Katrin Heichel, Aris Kalaizis, Axel Krause, Kathrin Landa, Rosa Loy, Christoph Ruckhäberle, David Schnell, Anke Theinert, Michael Triegel, Miriam Vlaming e Matthias Weischer, sebbene l'affiliazione non sia vista in modo uniforme. Si identificano solo parzialmente con la loro appartenenza alla Nuova Scuola di Lipsia e intendono il termine come uno strumento del mercato dell'arte.